# Монте-Джово
 Монте-Джово  (итал. Monte Giovo) — одна из самых высоких горных вершин в Тосканско-Эмилианских Апеннинах, высота достигает до 1991 м.
Расположена между коммунами Пьевепелаго и Барга, из долины реки Серкио. Доступна по двум тропинкам — CA/527 (для туристов) или 525 (для экспертов), также пересекает Апеннинский хребет.
Основные пики: Монте-Рондинайо, Альпе-Тре-Потенце. На вершине горы стоит крест Скаутского движения, сделанный в 1963 году.